# Olefine
| Ethen                           |
| Cyclohexen, ein Cycloolefin     |
| 1,4-Pentadien, ein Dien         |
| 2-Methyl-2-buten, ein Isoolefin |
| 1-Penten, ein α-Olefin          |

Olefine ist ein besonders in der petrochemischen Industrie verwendeter Oberbegriff für alle acyclischen und cyclischen Kohlenwasserstoffe mit einer oder mehreren Kohlenstoff-Kohlenstoff-Doppelbindungen. Ausgenommen davon sind aromatische Verbindungen. Als Olefine gelten alle Alkene, Cycloalkene und Polyene. Aus Olefinen lässt sich durch Polymerisation, Alkylierung von Paraffinen, substituierende oder addierende Chlorierung, durch Hydratisierung, durch Addition von Schwefelwasserstoff, durch die Addition von Aldehyden mittels Prins-Reaktion, durch die Reppe-Chemie, über die Hydroformylierung, die Alkylierung von Aromaten und viele andere Reaktionen eine breite Palette von Folgeprodukten wie Polyolefine, Alkohole, Mercaptane, Carbonsäuren, Aldehyde und andere herstellen.
Die Bezeichnung „Olefine“ leitet sich angeblich vom französischen Ausdruck „gaz oléfiant“, ölbildendes Gas, ab, der dem 1669 entdeckten Ethen zugedacht wurde, weil aus der Reaktion von Ethen und Chlor „öliges“ 1,2-Dichlorethan entsteht.

## Darstellung und Gewinnung
Olefine lassen sich gezielt durch verschiedene Verfahren herstellen; zum Teil fallen sie bei anderen Prozessen als Neben- oder Koppelprodukt an.

### Direkte Herstellung

#### Dehydrierung von Paraffinen
Die Dehydrierung von Paraffinen kann sowohl thermisch als auch katalytisch durchgeführt werden. Ein großtechnischer Prozess ist die Dehydrierung von Ethylbenzol zu Styrol.

#### Pyrolyse von aliphatischen Kohlenwasserstoffen
Die Pyrolyse von aliphatischen Kohlenwasserstoffen kann ebenfalls sowohl thermisch als auch katalytisch durchgeführt werden. Zielprodukte beim Cracken sind neben Benzin vor allem kurzkettige Olefine wie Ethen und Propen.

#### Katalytische Dehydrierung von Alkoholen
Die Abspaltung von Wasser aus Alkoholen führt zu Olefinen. Die Reaktionsraten der Wasserabstraktion steigen in der Reihenfolge tertiäre > sekundäre > primäre Alkohole.

#### Methanol-to-Olefins
Beim Methanol-to-Olefins-Verfahren wird aus Methanol an einem Zeolith-Katalysator über das Zwischenprodukt Dimethylether eine Mischung aus Ethen und Propen hergestellt.

### Anfall als Koppel- oder Nebenprodukt
Olefine fallen bei vielen Raffinerieprozessen als Nebenprodukte an.

#### Fischer-Tropsch-Synthese
Bei der Fischer-Tropsch-Synthese fallen in der C3/C4-Fraktion etwa 25 bis 45 % Olefine an.

#### Kohleverkokung
Bei der Kohleverkokung fallen Ethen sowie Propen und Butene an.

## Eigenschaften
Unter Verwendung des Monohydrats des Bortrifluorid als Katalysator lassen sich n-Olefine zu Isoolefinen isomerieren. Isoolefine eignen sich etwa als Wasserstoffakzeptor bei der Dehydroalkylierung von Aromaten mit Isobutan.
Olefine reagieren mit Schwefelsäure zu Alkylsulfaten. Im sauren Medium reagieren diese mit Wasser zu Alkoholen unter Rückbildung der Schwefelsäure. Isoolefine wie Isobuten (2-Methyl-1-propen) reagieren besonders leicht, in 65%iger Schwefelsäure etwa 500-mal schneller als n-Buten.

## Verwendung
Neben Ethen und Propen als Rohstoff für Polyolefine wie Polyethylen und Polypropylen sind α-Olefine für die Modifikation der Kristallinität in Polyolefinen von Bedeutung. α-Olefine werden durch Oligomerisierung von Ethen im Shell Higher Olefin Process hergestellt und über die Hydroformylierung zu Fettalkoholen umgesetzt. Diese finden Verwendung als Tenside.